# Niederbieber
Niederbieber es un importante yacimiento arqueológico representativo de la cultura Federmesser. Datado al final del Pleistoceno, se trata de uno de los yacimientos arqueológicos del Paleolítico superior excavados en mayor extensión. Los restos y estructuras arqueológicas procedentes de este yacimiento están extraordinariamente bien conservados, ya que quedaron protegidos por una capa de ceniza volcánica procedente de la erupción del volcán Laacher, en la región volcánica de Eifel, ocurrida hace aproximadamente 12.900 años. Los estudios arqueológicos llevados a cabo en este yacimiento han proporcionado una detalla imagen de las actividades y los patrones de asentamiento de los grupos de cazadores-recolectores del final de la Última Glaciación.

## Localización
El yacimiento está situado en la cuenca media del río Rin, en el extremo noreste de la cuenca de Neuwied. Pertenece al distrito de Niederbieber, municipio de Neuwied.

## Descubrimiento e historia de las investigaciones
El yacimiento fue descubierto en 1980 debido a las actividades mineras realizadas en la zona. Grandes depósitos de piedra pómez se depositaron en el área debido a la gran erupción volcánica del Laacher, ocurrida aproximadamente hace unos 12.900 años según dataciones recientes. En el transcurso de unos pocos días después de la eurpción, los depósitos de pumita se acumularon alcanzando una profundidad de hasta 40 metros cerca del cráter, sellando el paisaje típico de la Oscilación de Allerød de la cuenca de Neuwied, y por lo tanto preservando el yacimiento arqueológico. Evidencias de la catastrófica erupción del Laacher, que probablemente sucedió durante la primavera-comienzos del verano, pueden encontrarse en forma de piroclastos a lo largo de toda Europa Central, y son utilizadas por geólogos y arqueólogos como marcadores crono-estratigráficos.
En Niederbieber, la capa de pumita mide aproximadamente 1 metro de espesor, bajo la cual se localizaron varias concentraciones de restos, tanto quemados como sin quemar. Las excavaciones arqueológicas en extensión cubrieron un área de casi 1000 m², desarrollándose primeramente entre 1981 y 1988 y nuevamente entre 1996 y 1999, dirigidas por el MONREPOS Archäologisches Forschungszentrum und Museum für menschliche Verhaltensevolution del Museo Central Romano-Germánico de Maguncia y la Oficina Estatal para la Conservación de los Monumentos Históricos de Coblenza.

## Cronología del yacimiento
Las actividades humanas en Niederbieber han sido datadas por diferentes métodos que han proporcionado resultados coherentes. La ocupación humana del yacimiento parece anteceder a la erupción del Laacher en varios años o décadas.
- Los restos y estructuras yacen sobre una superficie del Máximo Tardiglaciar, directamente bajo los depósitos de pumita que proporcionan un terminus ante quem para las actividades humanas. Los restos arqueológicos deben por lo tanto preceder la erupción volcánica ocurrida hace 12.900 años.
- La Datación por radiocarbono de varias muestras de hueso procedentes de las áreas de excavación II y III proporcionó unas edades (calibradas) de hasta 13.100 años de antigüedad.[1]
- Las puntas de dorso encontradas en Niederbieber se ajustan a la tipología lítica definida para el Allerød para la cuenca media del Rin, y por lo tanto puede ser empleada como un indicador cronológico relativo.

## Restos y estructuras principales
Durante la excavación del área II en 1981 se recuperó un pulidor para astiles de flecha realizado en arenisca rojiza. Este objeto está decorado (ver más abajo) y sus dimensiones son 71 x 34 x 22mm, tratándose de uno de los hallazgos más excepcionales de Niederbieber, tanto por su funcionalidad como por constituir una manifestación artística. Este tipo de pulidores son útiles característicos de la tradición Federmesser. Se empleaban por parejas, y constituyen una evidencia indirecta de la creciente importancia del arco. En el caso de Niederbieber, la presencia de este pulidor de flechas indica la fabricación o reparación de útiles de caza en el yacimiento.
La inusual decoración del pulidor con una figura estilizada de mujer del tipo Gönnersdorf es un raro ejemplo de manifestación artística de este periodo. Estilísticamente, el grabado es una continuación de los grabados femeninos documentados en el yacimiento magdaleniense de Gönnersdorf (situado unos 15 km al noroeste de Niederbieber), y sirve por lo tanto como ejemplo de la continuación de esta particular tradición decorativa en la región.
Los restos recuperados en Niederbieber pueden visitarse en el MONREPOS Instituto de Investigación en Arqueología y Museo de la Evolución del Comportamiento Humano de Neuwied.

## Resultados de los análisis arqueológicos
Los resultados aportados por los exhaustivos análisis arqueológicos realizados en el yacimiento han proporcionado detallada información sobre las formas de vida de los grupos de cazadores-recolectores del final del Pleistoceno así como sobre el clima y el medio ambiente del último periodo glacial.
Los restos de fauna, que incluyen alce, cievo, caballo, jabalí y castor indican un clima de tipo atlántico, moderado y húmedo. Por otra parte, los restos botánicos de abedul, sauce, populus, picea y pino sugieren un paisaje de bosque abierto.
En Niederbieber se documentaron 20 concentraciones de restos arqueológicos en similar posición estratigráfica. Estas concentraciones estaban compuestas por restos de industria lítica y restos óseos de fauna. Gracias al análisis de estos restos y al empleo de Sistemas de Información Geográfica para analizar su distribución espacial, estas concentraciones se han interpretado como áreas de actividades efímeras realizadas por parte de los grupos de cazadores que ocuparon el lugar.
Todas las concentraciones de restos son unidades concretas separadas unas de otras, mientras que la densidad de restos hallados decrece hacia la periferia de la zona excavada. Los análisis espaciales muestran que todas estas concentraciones tienen características similares, estando separadas unas de otras por áreas con baja densidad de restos. Las áreas de baja densidad se caracterizan por la presencia de huesos y útiles líticos quemados, que se han interpretado como hogares efímeros que no se han conservado. El remontado de varios restos líticos procedentes de diferentes concentraciones muestran que éstas estaban relacionadas unas con otras, y que probablemente fueron contemporáneas.
Los útiles líticos mejor representados son las puntas de dorso o puntas de borde abatido, por encima de otros como raspadores y buriles. Las puntas de dorso se interpretan como puntas de proyectil que se enmangaban en astiles de fecha usando resina de abedul.
Para la fabricación de estos útiles líticos se emplearon diferentes materias primas minerales, que fueron recogidas localmente en el entorno del yacimiento (cuarcita del Terciario, calcedonia y radiolarita), pero también se usaron materias procedentes de largas distancias, como sílex de la cuenca del río Mosa y del sur de la cuenca del río Ruhr, limonita de la cuenca del río Sarre y chert de la región del Sarre-Lorena. La adquisición de estas materias primas minerales indica una alta movilidad de estos grupos de cazadores-recolectores, ya que algunas de estas áreas se encuentran a 150km de Niederbieber.
Los análisis espaciales de varias categorías de restos arqueológicos así como el estudio de la industria lítica han proporcionado nuevos conocimientos sobre las estrategias de subsistencias de estas comunidades cazadoras. En Niederbieber se llevaron a cabo actividades de preparación de la caza, que incluían la producción y mantenimiento de las armas de caza, así como la preparación de alimentos y el procesado de productos animales derivados de la actividad cinegética (como pieles, astas y huesos). La mayoría de estas actividades sucedieron al aire libre, pero las características espaciales de algunas de las concentraciones de restos sugieren que algunas estructuras (como tiendas) pudieron haber existido.

## Contexto
El valle medio del Rin contiene un registro único del Paleolítico Superior centroeuropeo. Gracias a las excepcionales condiciones de conservación y a una larga tradición de investigación arqueológica, numerosos yacimientos arqueológicos han sido descubiertos y estudiados. Este hecho resulta de gran importancia, puesto que sólo a través de la comparación entre la escala local (el yacimiento) y la escala regional pueden llegar a inferirse los patrones de asentamiento y los desplazamientos de los grupos de cazadores-recolectores paleolíticos.
Gracias al contexto proporcionado por otros yacimientos del final del Paleolítico (como Andernach, Urbar y Kettig), ha sido posible proponer nuevos modelos sobre las dinámicas de ocupación del territorio de la cultura Federmesser para la cuenca media del Rin. Según estos modelos, el poblamiento de esta región se basaría en la existencia de campamentos de caza efímeros, como Niederbieber, junto a otros campamentos mayores de tipo residencial (como Kettig). En estos últimos asentamientos, la diferente distribución espacial de los restos, la proporción relativa de útiles específicos, así como la presencia de cantos rodados empleados para hervir líquidos indican ocupaciones de larga duración así como la realización de un tipo de actividades diferentes.